# Наровлянский историко-этнографический музей
Наровлянский историко-этнографический музей (бел. Нараўлянскі гісторыка-этнаграфічны музей) — музей в Наровля Гомельской области Беларуси. Расположен в историческом деревянном здании дворянина Юзефа Андреевича Линевича (Леневича), построенном в 1912 году на берегу реки Припять. Является также исследовательским и просветительским центром. Здание музея — памятник деревянного зодчества конца XIX в.

## Описание
Наровлянский этнографический музей основан в соответствии с решением Наровлянского райисполкома № 194 от 31 декабря 1991 года в городе Наровля на базе общественного музея при Доме пионеров. Открыт для посетителей 8 мая 1995 года. В декабре 1996 года переименован в этнографический. Расположен в здании, являющемся памятником деревянного зодчества конца XIX века. Внесено в Государственный список историко-культурного наследия Республики Беларусь.
Музей насчитывает свыше 3000 экспонатов основного фонда. Среди экспонатов — орудия ткачества, рыболовства, бондарства, изделия плетения из бересты, лозы, луба, тканые орнаментированные полотенца, покрывала и др. Сберегается коллекция икон, псалтири, жизнеописания, песенники. Предлагается информация об утраченных храмах и тех, которые действуют сегодня.
Музей принимает участие в международной акции «Ночь музеев». 

## Экспозиции
В музее действует 6 постоянных и 5 временных экспозиций. Демонстрационная площадь залов составляет 220 м².
Экспозиции представлены в следующих залах: 
- «Моя Наровлянщина». Представлена живопись Юрия Фисюка.
- «Крестьянская Светлица».
- «Зал природы Полесья».
- «Крестьянское подворье». Представляет многообразие крестьянского инвентаря, предметов рыболовства.
- «Зал ремесел и промыслов».
- «Зал ткачества». Экспонируются вышитые наровлянским орнаментом сорочки, вытканные цветными нитями и вышитые вручную рушники, художественные цветные ткани-покрывала.
- «Чернобыльский зал». Размещены материалы о 36 отселенных деревнях района, диорама панорамы отселенной деревни Довляды, картины художника В. Шматова, посвященные чернобыльской тематике, – «Черная быль», «Черное дерево» и др.[5]

В выставочном зале экспонируются работы художников и мастеров декоративно-прикладного искусства Наровлянщины.
Наиболее примечательный проект последних лет — «Знаменитые земляки».
С 2018 года в музее действует авторская выставка «Война в судьбе Леши Головацкого».

## Галерея

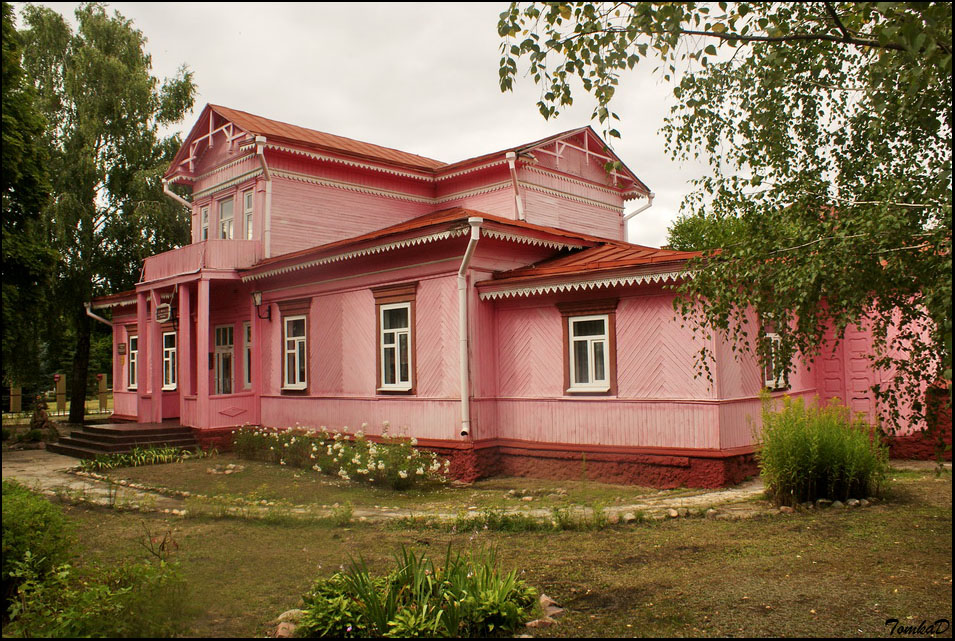
Здание музея
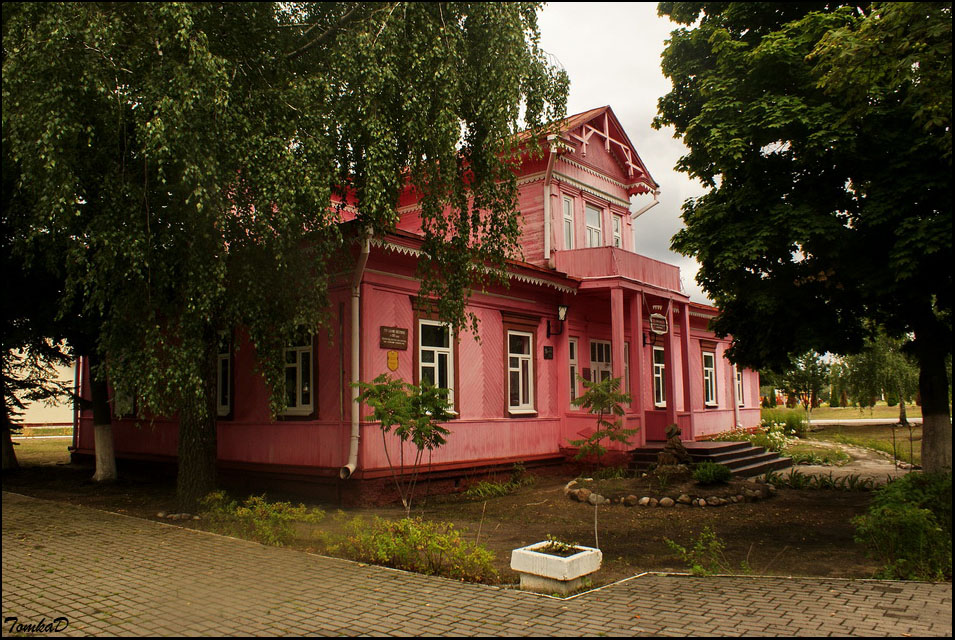
Слева на фасаде — мемориальная доска с именем К. Ф. Гродзицкого
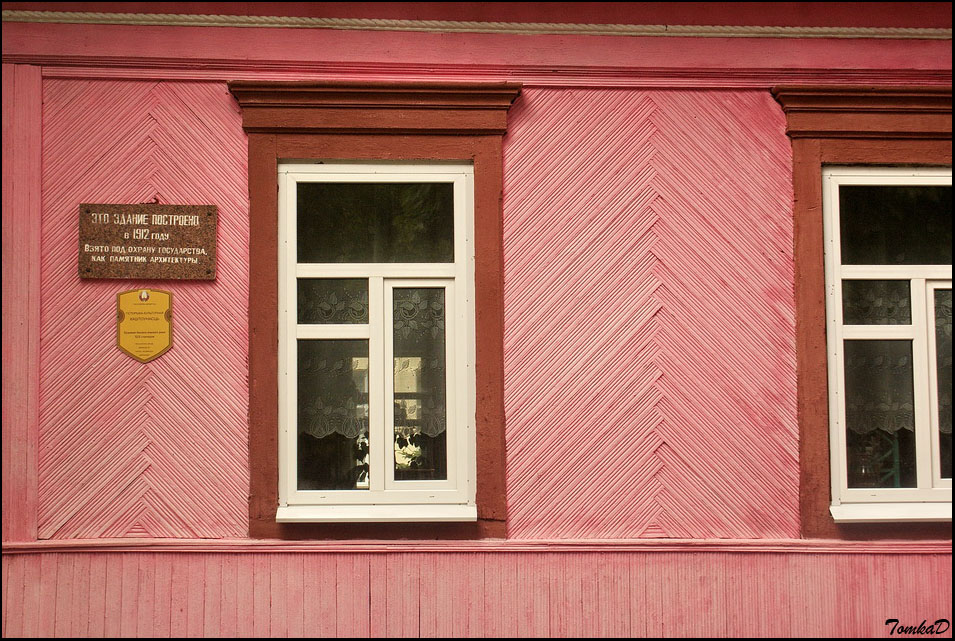
Мемориальная табличка и охранная табличка на здании
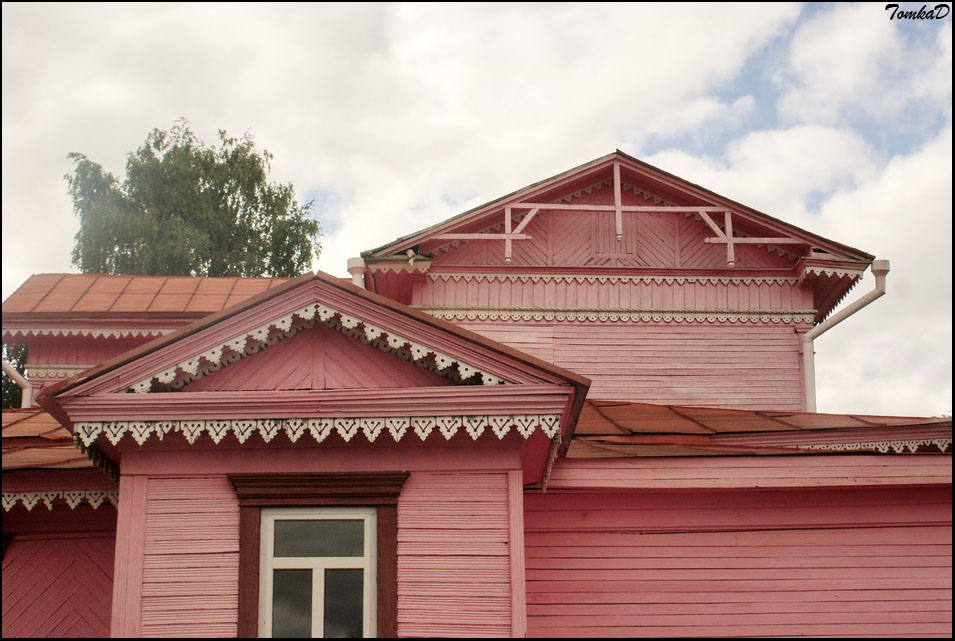
Детали
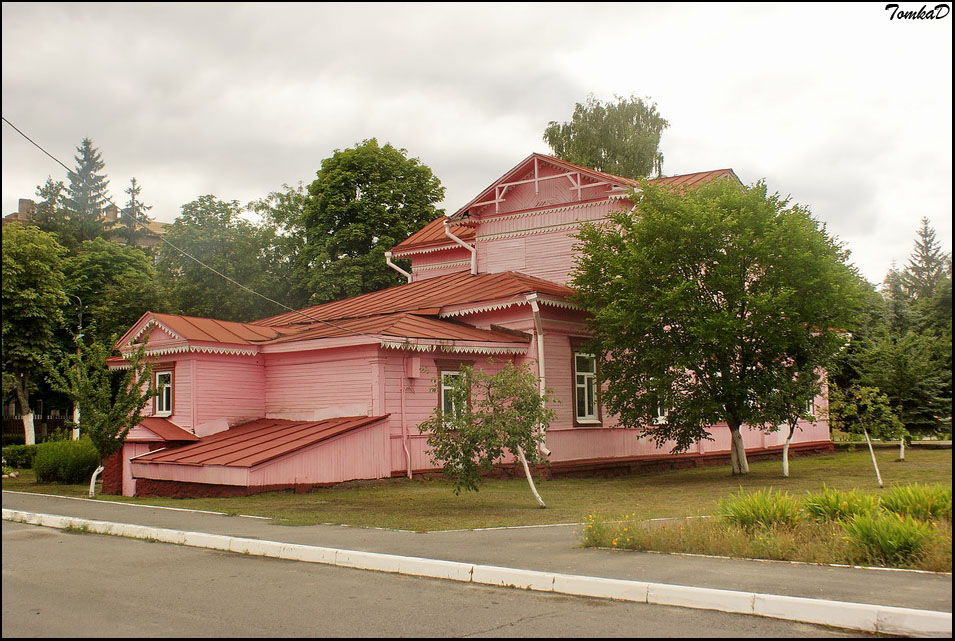
Дворовый фасад
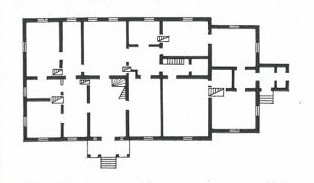
План жилого дома
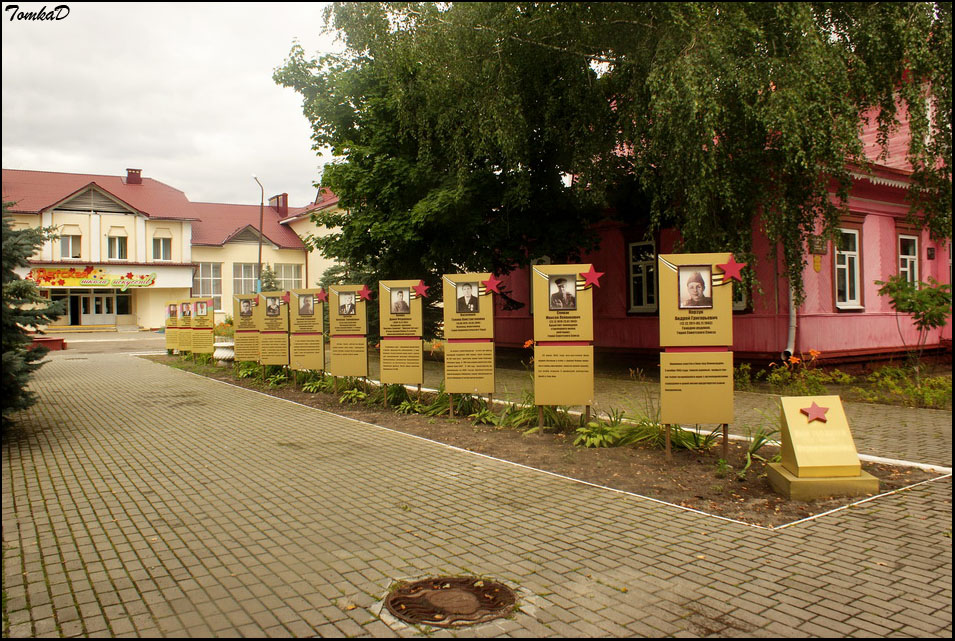
Аллея Славы. Рядом со зданием музея
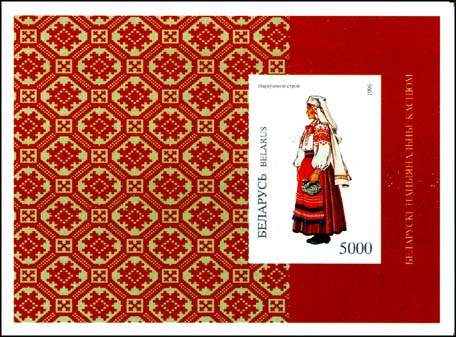
Почтовая марка